# .kw
.kw este un domeniu de internet de nivel superior, pentru Kuweit (ccTLD).